# Albert Cuypmarkt

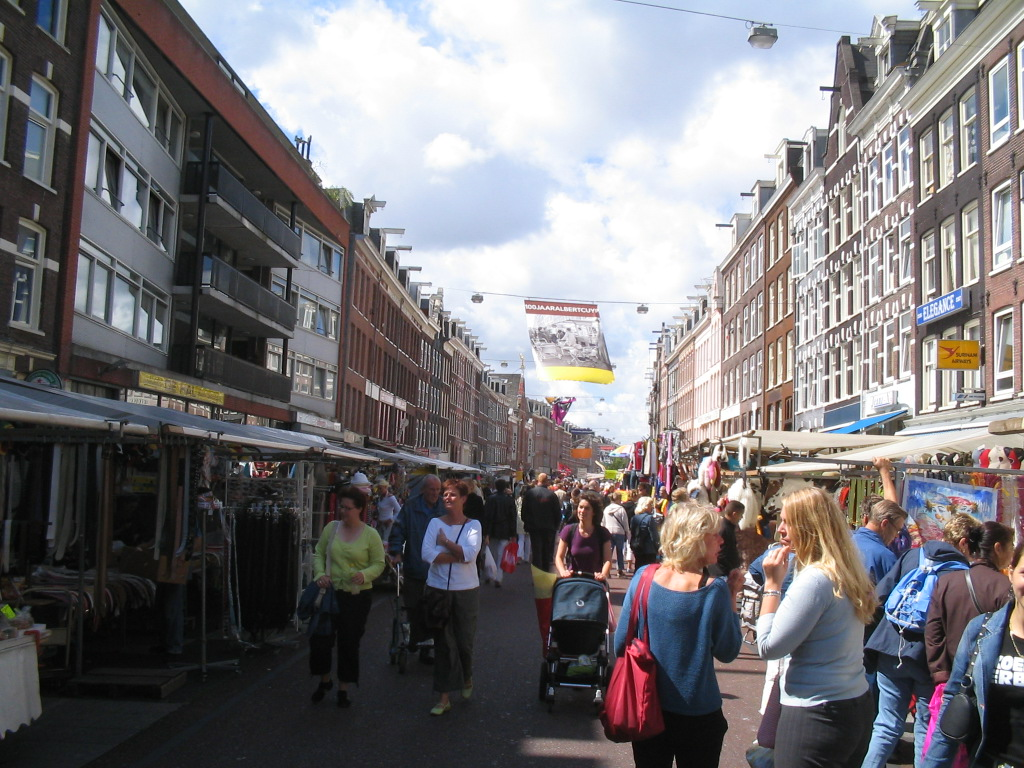
L'Albert Cuyp Market

L'Albert Cuypmarkt è un mercato rionale di Amsterdam, che si trova lungo l'Albert Cuypstraat nel quartiere De Pijp del distretto Oud-Zuid.
Il mercato nacque come un assembramento spontaneo da parte di commercianti di strada e ambulanti. All'inizio del XX secolo il mercato era diventato così caotico che, nel 1905, il governo della città decise di realizzare un mercato, da tenersi inizialmente solo il sabato sera. Nel 1912 il mercato divenne un mercato diurno aperto sei giorni alla settimana.
Nel mercato possono trovarsi diversi tipi di prodotti: frutta e verdura, pesce ma anche abbigliamento e fotocamere. Vengono inoltre venduti prodotti di interesse per i residenti di origine surinamese, antillana, turca e marocchina.
Il mercato, che prende il nome dal pittore del XVII secolo Albert Cuyp, è il più attivo dei Paesi Bassi ed è considerato il più grande mercato diurno d'Europa oltre che un'importante attrazione turistica, anche grazie ai famosi stroopwafel che vengono preparati freschi.